# Rågsved
Rågsved är en stadsdel i Söderort inom Stockholms kommun tillhörande stadsdelsområdet Enskede-Årsta-Vantör. Stadsdelen gränsar till Hagsätra, Högdalen och Fagersjö, samt till Huddinge kommun i söder. Rågsved delas av tunnelbanan som skär mitt igenom stadsdelen. Ena sidan innefattar den ikoniska hästskoformade centrumanläggningen och den andra sidan ligger uppe på en höjd.  

## Historia

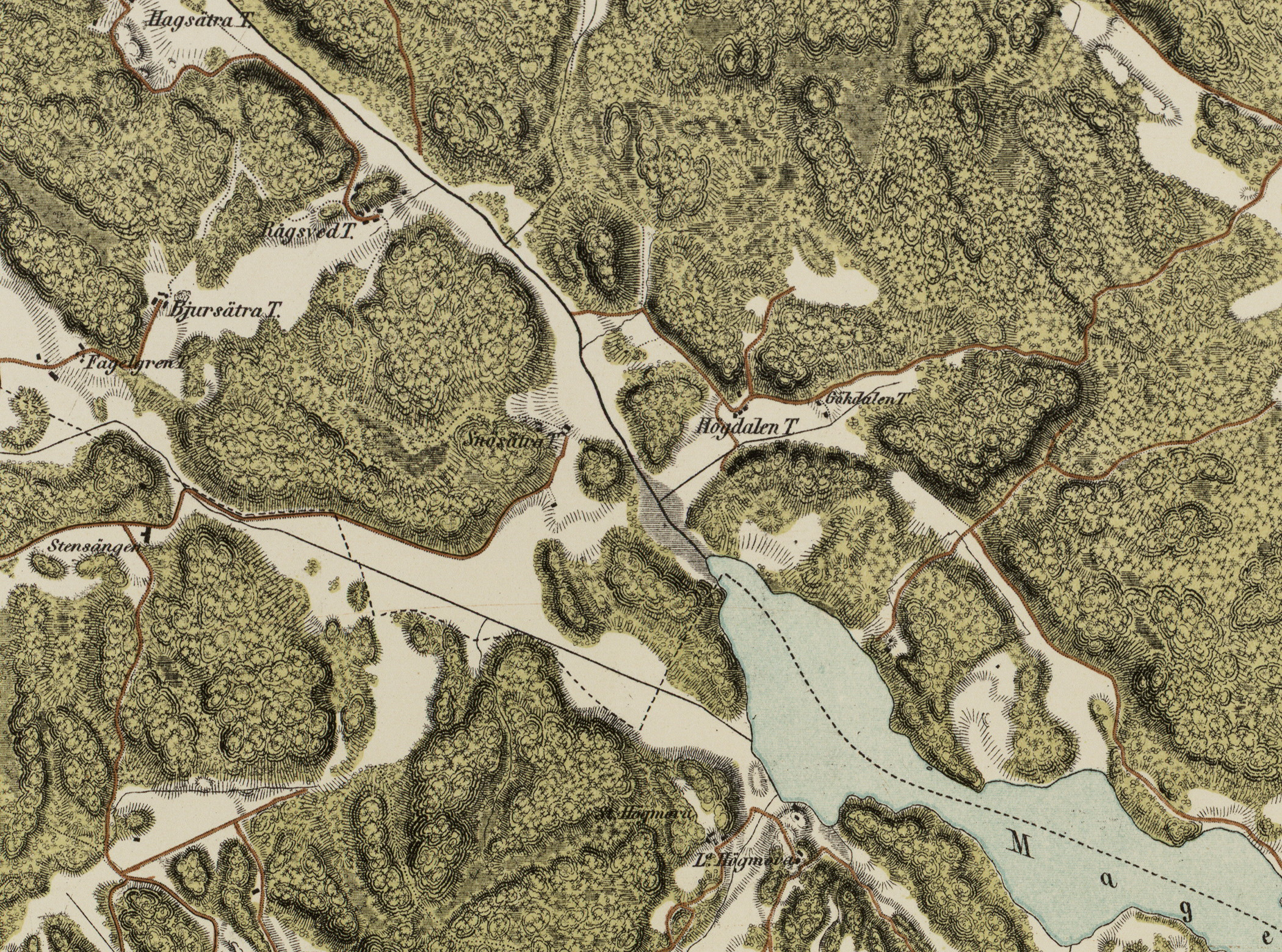
Området på 1860-talet.

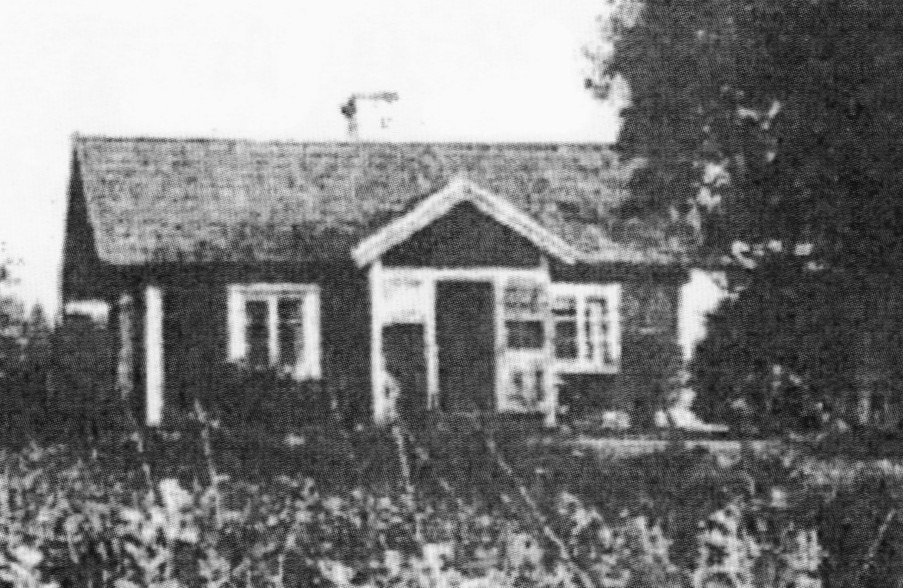
Torpet Rågsved revs 1956.

Rågsved eller Rogsueedh omnämns första gången 1627. Historiskt tillhörde området Bandhagen och torpen tillhörde Älvsjö gård. Här fanns torpet Rågsved, längs vad som idag är Rågsvedsvägen utmed Magelungsvägen, som är benämnt 1712 men fanns tidigare och vissa källor nämner en Mårten Rågsved, torpen Bjursätra och Snösätra som gett namn till områden inom Rågsved samt Lännäsbacken och Fagergren. 
Marken köptes 1930 av Stockholms stad från Älvsjö gård men området förblev obebyggt fram till mitten av 1950-talet när Stockholms stad började sina stora projekt att bygga förorter både söder och väster om stan. Spårvägen, som från Stureby svängde av mot Örby, beslutades att göras om till tunnelbana och få en ny sträckning med slutstation Hagsätra. År 1953 togs en stadsplan för området fram, varpå bebyggelsen uppfördes, huvudsakligen mellan 1955 och 1957. Detta var direkt efter att beslut fattats om Bandhagen och Högdalen. Tunnelbanans gröna linje byggdes i etapper och drogs också hit och öppnades den 14 november 1959. Högdalens tunnelbanestation hade under en kortare tid varit ändstation, medan bussar gick till Rågsved och Hagsätra, under det att tunnelbanan hela vägen ut mot Hagsätra höll på att färdigställas. År 1960 öppnades tunnelbanestationen i Hagsätra, där linjen slutar än idag.
År 1959 bröts Hagsätra ut och bildade en egen stadsdel från att tidigare varit en del av Rågsved. Än idag pratas det mycket om Hagsätra-Rågsved, gällande byggprojekt och liknande. Området ansågs som toppmodernt på 1950-talet, men 1970 började man tala om Rågsved som förslummat och det kallades ”Drogsved”.

## Bebyggelse
Det första området som byggdes var Snösätrahöjden och Bjursätrahöjden söder om tunnelbanan; inflyttning skedde hösten 1956. Husen är byggda i klassisk 1940-talsstil med trevånings smalhus. Idag har Rågsved ett antal värdefulla byggnader som grönklassats av Stadsmuseet; bland annat centrumbyggnaden och torget, men också bostadshus på både södra och norra sidan av tunnelbanan. Stadsmuseet skriver att raden av punkthus utmed Askersundsgatan utgör ett landmärke för Rågsved.
Rågsved är inte ett så kallat miljonprogramsområde utan är äldre än så. Medan Rågsved byggdes tog industrialiseringen av byggandet över, vilket syns på de hus som ligger norr om centrum. Där har modernismen satt sin prägel, med fler höghus och lamellhus. Höghusen är smalare än de som tidigare byggts i Stockholm och placerades i klungor, snarare än att ett höghus byggdes precis intill centrumbebyggelsen. Höghusen i Rågsved byggdes med tidens mest moderna tekniker, bland annat prefabricerade betongelement som med lyftkranar sattes på plats. Flera av höghusen är idag tilläggsisolerade, vilket har förtagit lite av originalutförandet. 
Stadsdelens centrum, med sin snäckformade centrumbyggnad, ritades av arkitekterna Kell Åström och Lars Bryde. Centrumbebyggelsen är idag väldigt eftersatt, då bland annat fastighetsägaren hävdar att de på grund av grönklassificeringen av bebyggelsen från Stadsmuseet inte kan utföra underhåll. 
I början av 1980-talet (1982-83) utökades Rågsveds bebyggelse med Snösätraområdet, där röda tegelhus med slutna gårdar uppfördes, ungefär som i Skarpnäcks Gård.

### Bilder, bebyggelse

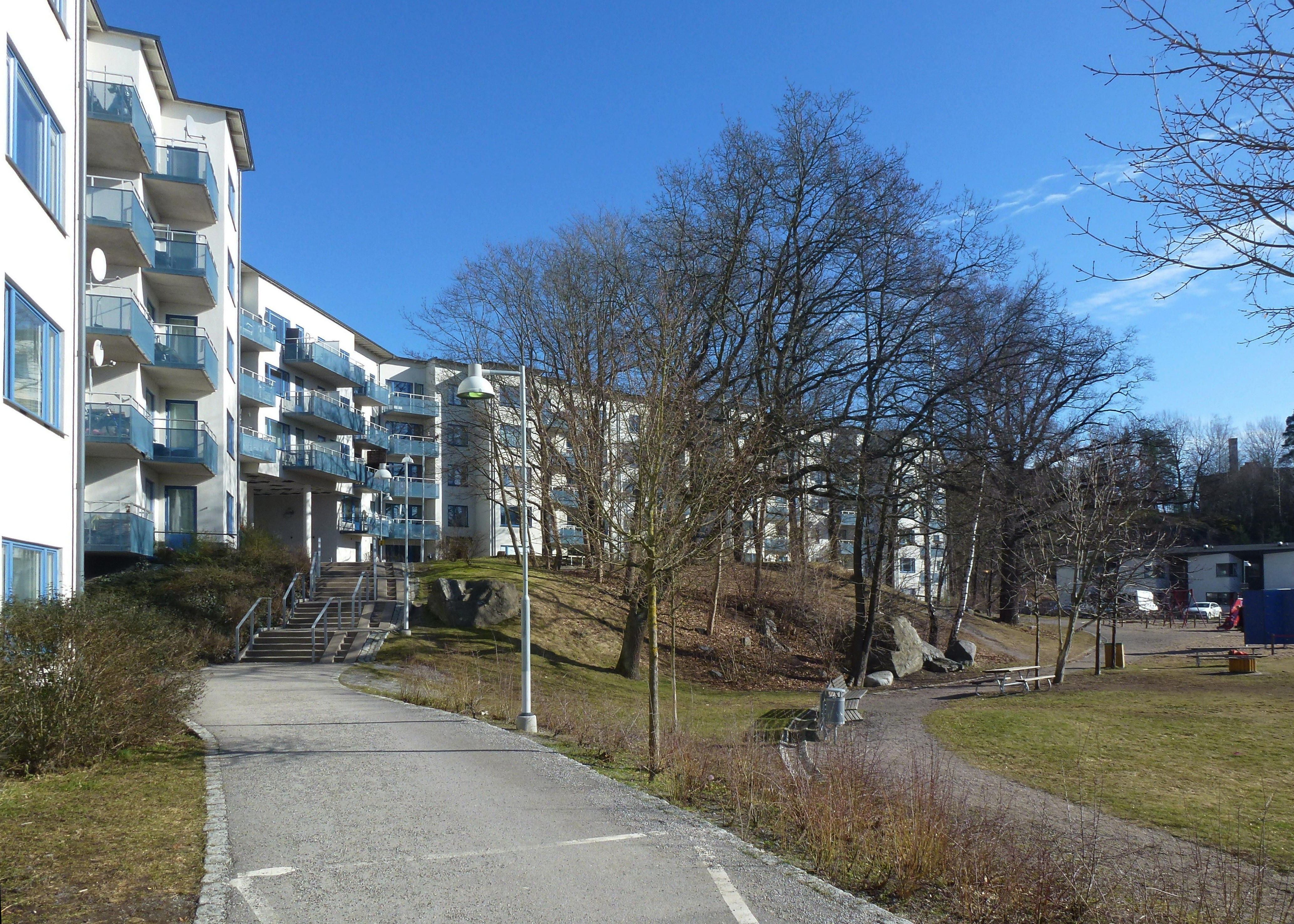
Kvarteret Bäverdalen, tidigare platsen för torpet Bjursätra.
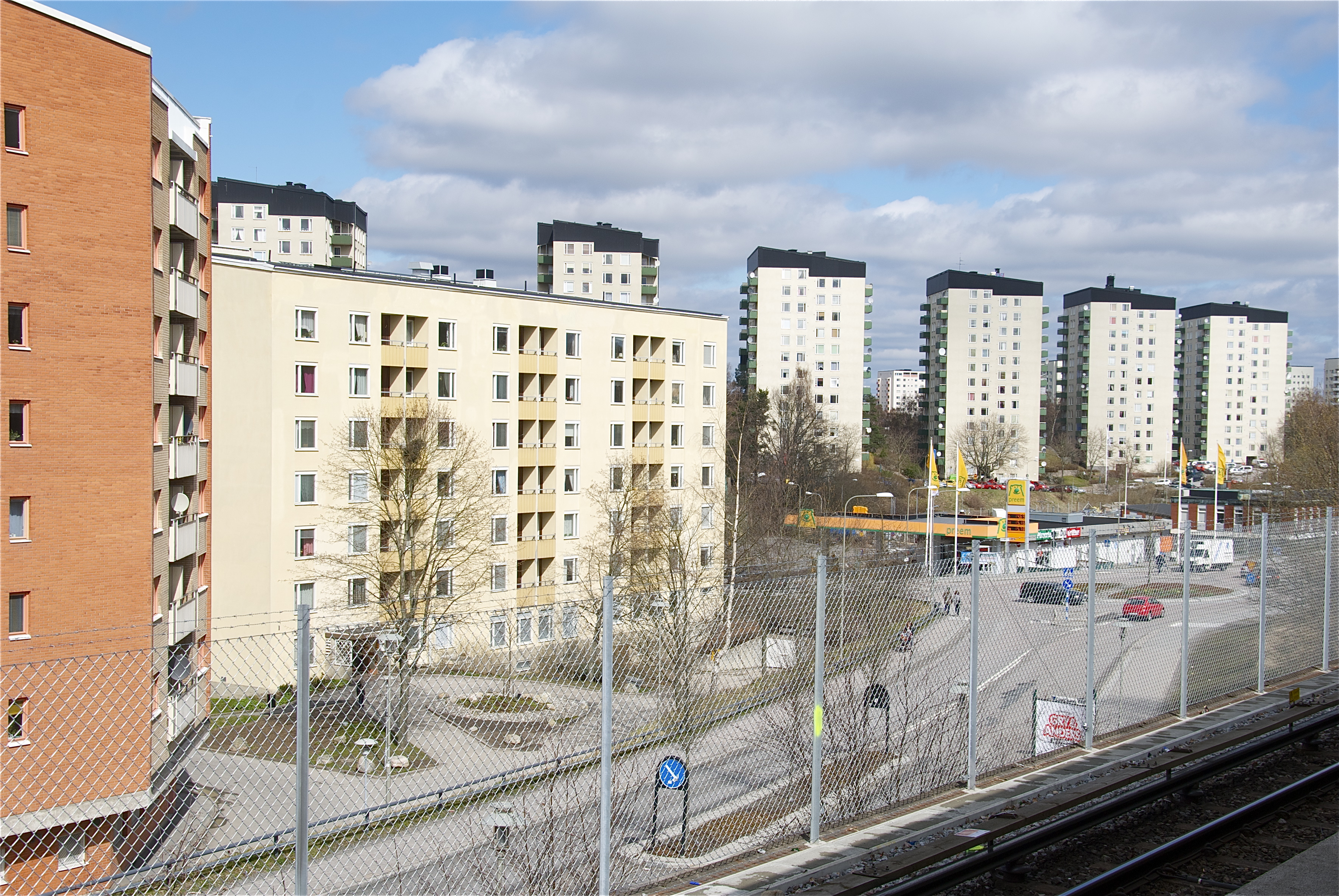
Bebyggelse öster om Rågsved centrum.
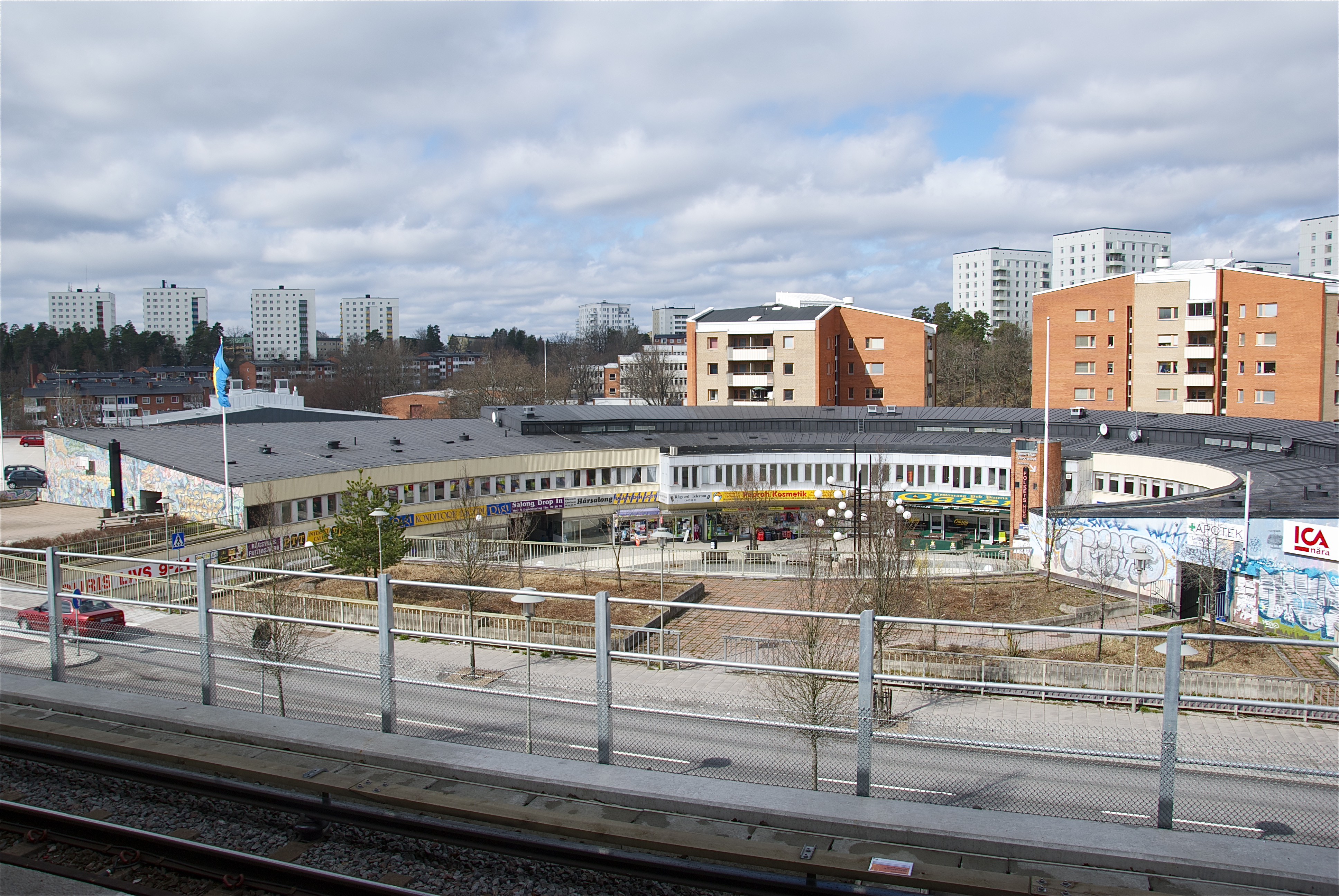
Rågsveds centrum sett från tunnelbanestationen.
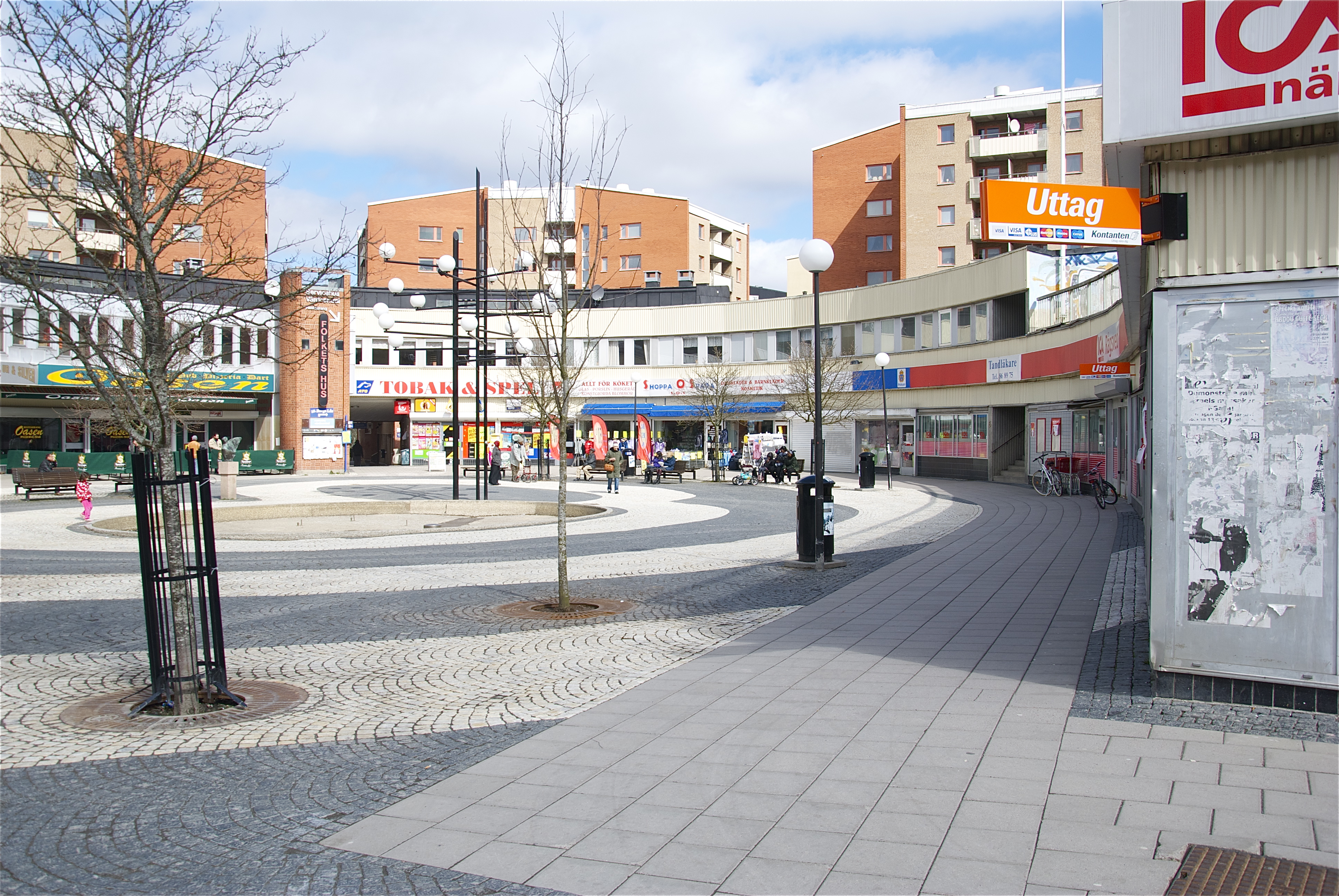
Rågsveds centrum

## Demografi
År 2022 hade stadsdelen cirka 11 900 invånare, varav cirka 72 procent med utländsk bakgrund. Rågsved har tillsammans med Hagsätra av polisen klassats som ett utsatt område.

## Kultur i Rågsved

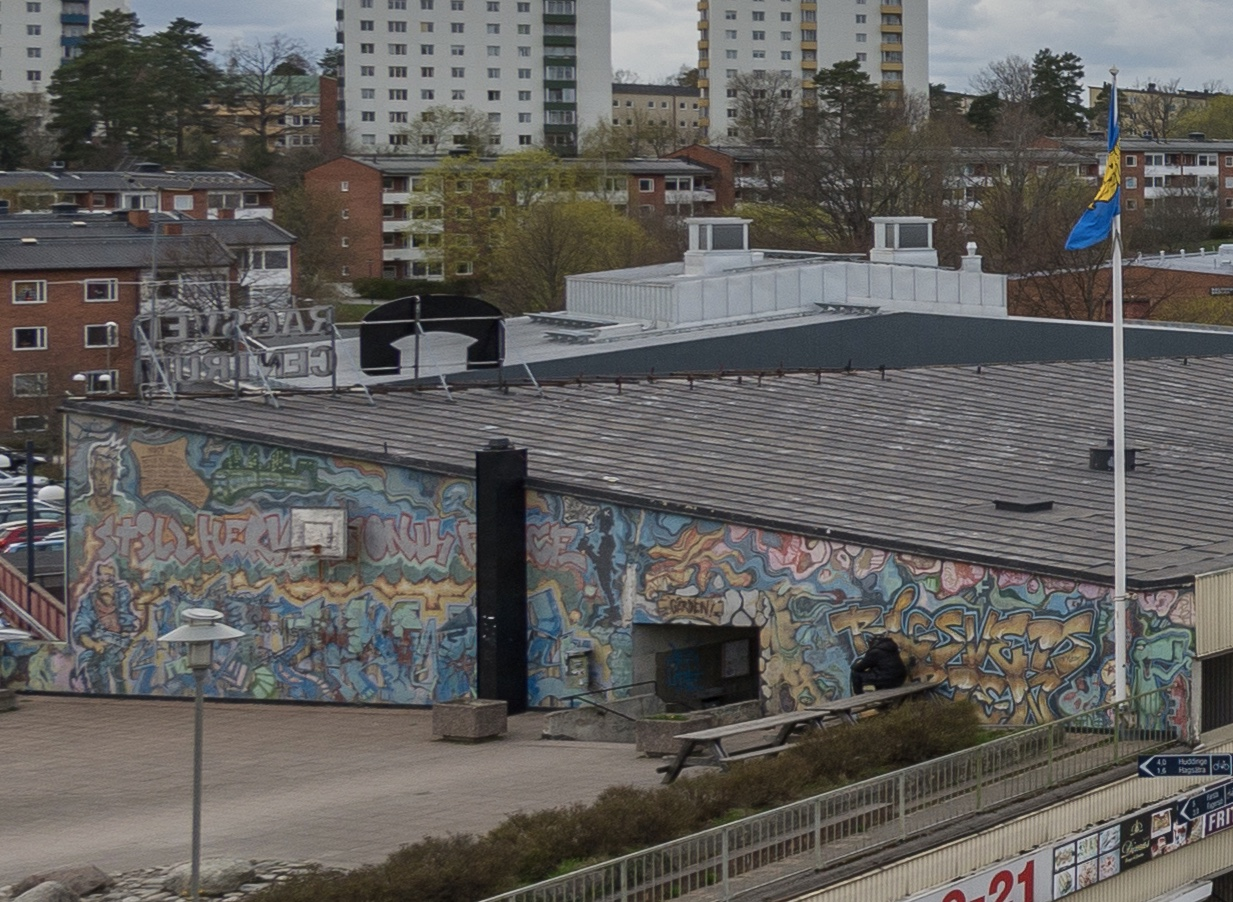
Oasens tidigare lokal

Rågsved är framför allt känt för att under sent 1970-tal ha varit den viktigaste kärnpunkten i den svenska punkrörelsen med scenklubben Oasen. I de lokaler där Oasen fanns huserar nu Nya Rågsveds Folkets Hus, men det går fortfarande att på väggarna se de första affischerna till Ebba Gröns, KSMB:s och Helikoptern kräks spelningar.  
Tre kända Rågsvedsbor från senare tid är artisterna Jireel, Thomas Rusiak och Lokal. Även Daniel Ek känd som musiktjänsten Spotifys grundare är född och uppväxt i Rågsved.
En stor graffitiväggmålning från 1989, Highway, finns på en vägg utomhus vid fritidsgården som dåvarande fastighetsägaren Familjebostäder bekostade. År 2019 skulle den nuvarande privata fastighetsägaren måla om en vägg i centrumbebyggelsen med blå färg, varpå graffitiväggmålningen istället delvis råkade målas över.

## Rågsved i kulturen
Pär Rådström skrev 1959 novellen "En marsdag 1959" om den nioårige Kent som bor i Rågsved, och en dag bestämmer sig för att åka till Stockholm. Vilket han gör, jämför stan med Rågsved och finner hemorten mycket bättre, och reser hem igen.
År 1963 framfördes revyduon Hasse och Tages sångtext om Rågsved i revyn Konstgjorda Pompe. Melodin var en amerikansk schlager Tiptoe Through the Tulips. Visan sjöngs av Sonya Hedenbratt, som även gav ut den på skiva 1969. 

### Dokumentärfilmer
- Knuff av Margareta Wästerstam, 1972[5]
- Rikets affärer av Annika Hagström, 1980[5]
- Välkommen till Rågsved av Mikael Westerlund, 1998[5]
- Vi som överlevde Rågsved av Tom Alandh, 2008[5]